# Red Red Wine
«Red Red Wine» es una canción escrita, interpretada y grabada originalmente por el cantautor estadounidense Neil Diamond en 1967. Está incluida en el segundo álbum de estudio de Neil, Just For You. La letra se narra desde la perspectiva de una persona que descubre que beber vino tinto es la única manera de olvidar sus problemas.
La banda británica UB40 grabó su versión para el álbum Labour of Love. Según Astro, exvocalista y trompetista del grupo, solo estaban familiarizados con la versión de Tony Tribe y no se dieron cuenta de que el escritor era, de hecho, Neil Diamond. Astro le dijo al Financial Times: "Incluso cuando vimos el crédito por escrito que decía 'N Diamond', pensamos que era un artista jamaicano llamado Negus Diamond".
La versión de UB40 presenta un estilo reggae en comparación con la balada sombría y acústica de Diamond. La versión UB40 agrega un verso cantado por Astro que dice: "Vino tinto, me haces sentir muy bien / Me mantienes balanceando todo el tiempo". El sencillo logró encabezar la lista Billboard Hot 100 en 1988. En septiembre de 2014, Official Charts Company anunció que las ventas del sencillo en el Reino Unido habían alcanzado el millón de copias. En muchas ocasiones, la interpretación de la versión de UB40 se acreditó erróneamente al cantante de reggae, Bob Marley, quizás por el gran parecido físico entre Bob Marley y Astro.